# Tratados Torrijos-Carter
Los Tratados Torrijos-Carter son dos tratados firmados por Estados Unidos y Panamá en Washington D. C., el 7 de septiembre de 1977, que reemplazaron al Tratado Hay-Bunau Varilla de 1903. Los tratados garantizaron que Panamá obtendría el control del Canal de Panamá después del año 1999, poniendo fin al control del canal que Estados Unidos había ejercido en el mismo desde 1903. Los tratados llevan el nombre de los dos firmantes, el presidente estadounidense Jimmy Carter y el comandante de la Guardia Nacional de Panamá,  su Gobernante general Omar Torrijos.
El primer tratado se titula oficialmente Tratado Concerniente a la Neutralidad Permanente y Funcionamiento del Canal de Panamá y se conoce comúnmente como el "Tratado de Neutralidad". En virtud de este tratado, Estados Unidos retuvo el derecho permanente de defender el canal de cualquier amenaza que pudiera interferir con su continuo servicio neutral a los buques de todas las naciones. El segundo tratado se titula Tratado del Canal de Panamá y dispuso que a partir de las 12:00 horas del 31 de diciembre de 1999, Panamá asumiría el control total de las operaciones del canal y se convertiría en el principal responsable de su defensa.

## Antecedentes

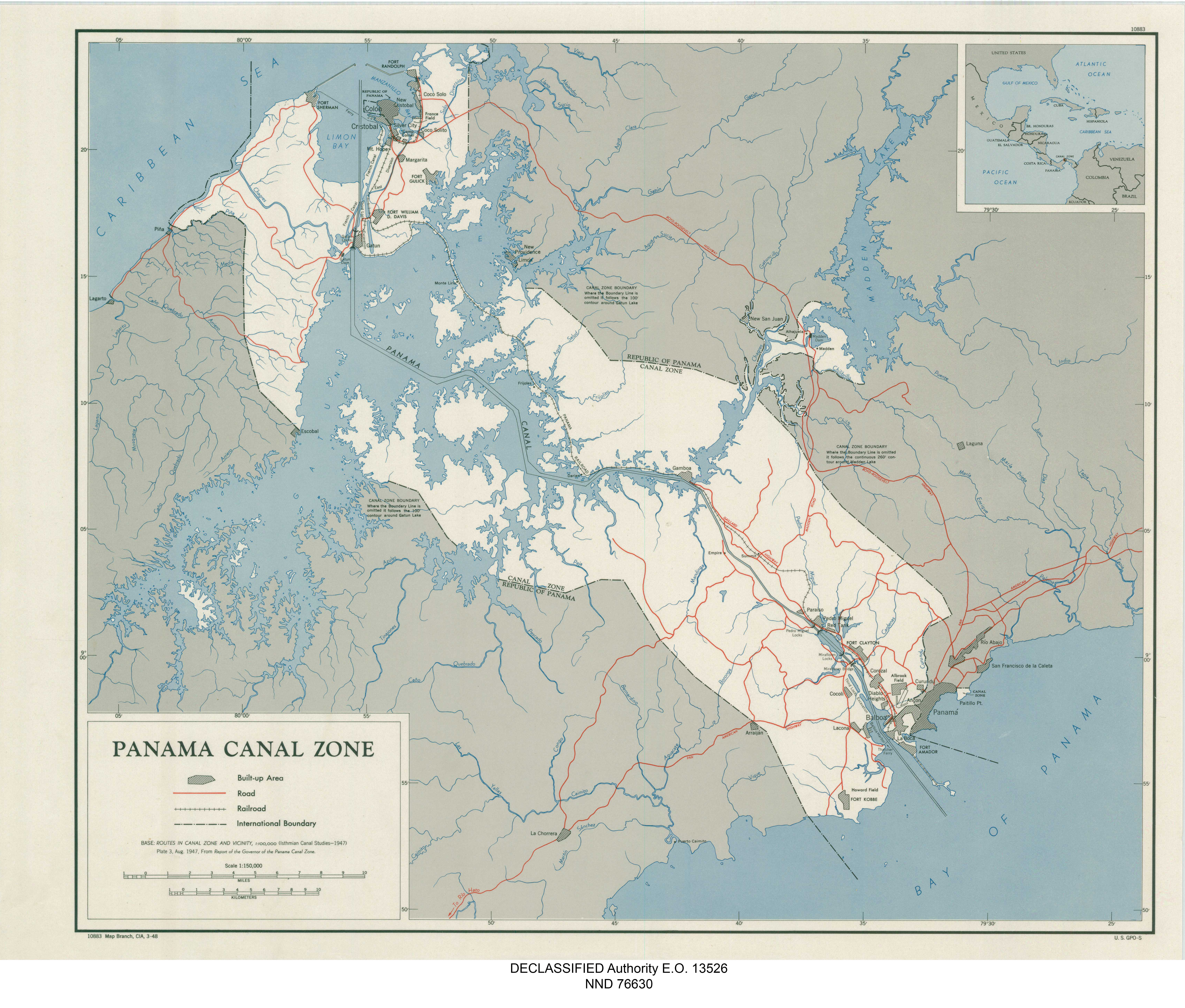
Zona del Canal de Panamá, ocupada por soldados y ciudadanos de EE. UU. entre 1903 y 1979.

Los esfuerzos panameños para renegociar el Tratado Hay-Bunau Varilla habían estado en curso casi desde que se firmó por primera vez en noviembre de 1903, unas semanas después de que Panamá obtuviera su independencia de Colombia con apoyo de Estados Unidos. A pesar de las revisiones de 1936 y 1955, las condiciones impuestas por el tratado no satisficieron los intereses panameños. Sin embargo, la actividad para renegociar o derogar el tratado aumentó considerablemente después de la Crisis de Suez en 1956, y los eventos de 1964 precipitaron una ruptura total en las relaciones entre los EE. UU. y Panamá. 
El 9 de enero de ese año, los estudiantes panameños ingresaron a la zona del canal para enarbolar la bandera panameña junto a la bandera estadounidense, según un acuerdo de 1963 para desactivar la tensión entre los dos países. Los panameños que miraban el evento comenzaron a amotinarse después de que los estudiantes que enarbolaban la bandera panameña fueran abucheados y acosados por funcionarios escolares estadounidenses, estudiantes y sus padres. Durante la pelea, de alguna manera la bandera panameña se rasgó. Se produjeron disturbios generalizados, durante los cuales más de 20 panameños murieron y alrededor de 500 resultaron heridos. La mayoría de las víctimas fueron causadas por el fuego de las tropas estadounidenses, que habían sido convocadas para proteger las propiedades de la Zona del Canal, incluidas las residencias privadas de los empleados de la Zona del Canal. El 9 de enero es un feriado nacional en Panamá, conocido como el Día de los Mártires.
Al día siguiente, el 10 de enero, Panamá rompió relaciones diplomáticas con Estados Unidos y el 19 de enero, el presidente panameño Roberto Chiari declaró que Panamá no restablecería relaciones diplomáticas con Estados Unidos hasta que este último acordara negociar un nuevo tratado.

## Negociación, firma y ratificación

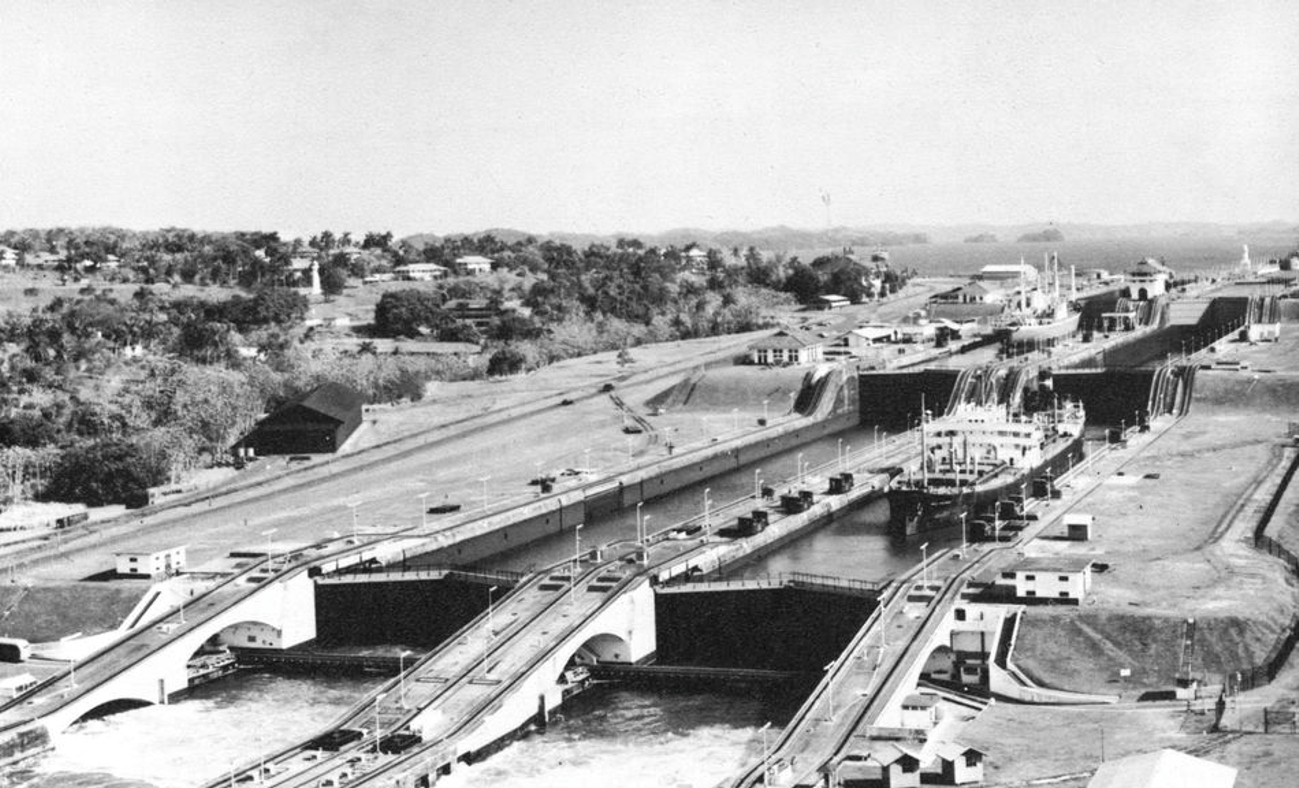
Vista parcial del canal de Panamá en 1966.

Las negociaciones comenzaron el 3 de abril de 1964 cuando ambos países se comprometieron a «nombrar Embajadores Especiales con poderes suficientes para llevar a cabo discusiones y negociaciones con el objetivo de llegar a un convenio justo y equitativo que elimine las causas de conflictos relativos al Canal de Panamá y para tratar de resolver otros problemas existentes». El 22 de junio de 1967 se llegó a un acuerdo sobre 3 proyectos de pactos entre ambos países (conocidos como tratados 3 en 1):
- Tratado del Canal de Panamá: mediante el cual era derogado el tratado de 1903 restituyendo la soberanía panameña en el canal el 31 de diciembre de 1999 o el 31 de diciembre de 2009 si se construyera un canal a nivel del mar.
- Tratado de defensa del Canal de Panamá y de su Neutralidad.
- Tratado sobre el Canal a Nivel del Mar, mediante el cual Estados Unidos ejercería (durante los siguientes 20 años a partir de su entrada en vigor) una obra marítima administrada por ambos países a través de un convenio vigente por 60 años a partir de su apertura, cuyo término se acabaría a más tardar el 31 de diciembre de 2067.[3]

Pero el tratado no fue ratificado en Panamá. Tras el fracaso de esta negociación, Panamá experimentó un cambio de gobierno tras un golpe militar en 1968. El nuevo gobierno se consolidó bajo Omar Torrijos, quien decidió rechazar definitivamente el tratado de 1967, al considerar que no eran utilizables ni siquiera como base para negociaciones posteriores, tomando la decisión de buscar un nuevo proceso de negociación con Estados Unidos.
Mientras tanto, con el clima de la guerra fría, EE. UU. en 1971 entregó las islas del Cisne (situadas en el mar Caribe) a Honduras tras firmar el Tratado de las islas del Cisne, con el objetivo de aumentar su influencia en Centroamérica y disminuir la influencia de la URSS, que ya contaba con un importante aliado en la zona como era Cuba y sus ideales revolucionarios parecían extenderse por el continente. Además EE. UU. entregó la localidad de Río Rico a México en 1977 por el Tratado de frontera de 1970.
En respuesta a la falta de progreso de las negociaciones con el gobierno de Richard Nixon, el gobierno de Torrijos logró celebrar una sesión del Consejo de Seguridad de las Naciones Unidas en marzo de 1973 en la Ciudad de Panamá, donde atrajo un considerable apoyo internacional para su causa. En esa reunión los países miembros votaron una resolución de apoyo a Panamá para que se firmara lo antes posible un nuevo tratado justo para ambas partes. Estados Unidos vetó la resolución. La debacle diplomática también atrajo la atención de Henry Kissinger y ayudó a generar impulso para el acuerdo Tack-Kissinger de 1974, que proporcionaría el marco crucial para las negociaciones en el futuro. "Fue este trabajo, que comenzó a fines de 1972, lo que convirtió a Panamá en el tema visible que Jimmy Carter esperaba audazmente resolver como un hito para un nuevo estilo de política exterior y una era de mejores relaciones con América Latina".
Entonces, el 7 de febrero de 1974, se firmó en Ciudad de Panamá una declaración conjunta entre Juan Antonio Tack (canciller panameño) y Henry Kissinger (Secretario de Estado de Estados Unidos) que estableció los principios básicos para el nuevo entendimiento entre ambos países. Entre los 8 puntos de la declaración (conocida como Declaración Tack-Kissinger) destacan los siguientes:
- Derogación del tratado Hay-Bunau-Varilla
- Definición de una fecha fija para la entrega del canal
- Fin de la jurisdicción estadounidense en Panamá
- Devolución de la Zona del Canal a Panamá
- Participación justa y equitativa de Panamá en los beneficios, defensa y administración del canal[5]

Por aquellos años, Torrijos intensificó su lucha diplomática para buscar apoyo concerniente al caso del canal. Incluso el tema fue tratado en la reunión de los No Alineados en Colombo (Sri Lanka) en 1976.

El presidente estadounidense Jimmy Carter y el jefe del gobierno panameño Omar Torrijos firmando los Tratados Torrijos-Carter de 1977.

Después de arduas negociaciones, el 7 de septiembre de 1977 tuvo lugar en la sede de la OEA en Washington la firma del Tratado del Canal de Panamá y el Tratado concerniente a la neutralidad Permanente y Funcionamiento del Canal de Panamá, mejor conocidos como Tratados Torrijos-Carter, llevada a cabo entre Omar Torrijos Herrera y el presidente estadounidense Jimmy Carter. Al evento acudieron representantes de 27 naciones del hemisferio, entre los cuales había 18 jefes de Estado. Cabe destacar que los únicos mandatarios extranjeros que apoyaron principalmente a esta negociación fueron Carlos Andrés Pérez (Venezuela), Alfonso López Michelsen (Colombia), Fidel Castro (Cuba), Daniel Oduber (Costa Rica) y José López Portillo (México), siendo este apoyo de vital importancia para el éxito de los Tratados Torrijos - Carter.
De regreso en Panamá, Omar Torrijos Herrera convocó un plebiscito para ratificar los tratados, a realizarse el 23 de octubre. El plebiscito tuvo una oposición en la que estuvieron grupos políticos desplazados del poder político, de la democracia cristiana y sectores de la extrema izquierda. La Federación de Estudiantes de Panamá (FEP) y la Central Nacional de Trabajadores, exhortaron al apoyo a los Tratados expresando, que si bien no liquidaban inmediatamente el enclave colonial, sí ponía fin al mismo. Advirtiendo que el peligro de una intervención es un delito internacional y nunca puede ser un derecho de ninguna potencia. Las fuerzas populares no conforme con lo pactado, valoraron lo esencial y coincidían con Torrijos en la lucha y vigilancia continuada por su cumplimiento y para impedir futuras intervenciones de Estados Unidos en Panamá. 
Había un duelo entre consignas como "panameño si votas sí estarás traicionando a la patria, a la lucha histórica de tu pueblo, a tus mártires y a la esperanza de tus hijos" o "panameño, si votas no será no al paraguas del Pentágono, no al derecho de intervención, no al canal norteamericano" (ambas por el no). Al final, 506.805 panameños salieron a votar y de los cuales el 67% votó por el sí, con lo cual quedaron ratificados los tratados por parte de Panamá.
En Estados Unidos, a pesar de una intensa oposición (principalmente por parte de sectores conservadores), el senado aprobó el Tratado de Neutralidad del Canal de Panamá el 16 de marzo y el Tratado del Canal de Panamá el 18 de abril. Los instrumentos de ratificación fueron intercambiados el 16 de junio en Ciudad de Panamá y los tratados entraron en vigor el 1 de octubre de 1979.
Estados Unidos conserva dos prerrogativas hasta que expire el contrato: el derecho de hacer funcionar el Canal, disponiendo de las aguas y las tierras necesarias, y la responsabilidad primordial de su defensa. La administración de la vía interoceánica y sus instalaciones, confiada a la Comisión del Canal de Panamá, organismo público estadounidense regido por la legislación de Estados Unidos y dirigido por nueve miembros (cinco estadounidenses y cuatro panameños, todos nombrados por las autoridades de Estados Unidos, que también tienen el poder de revocarlos).

### Resultados del plebiscito
Los siguientes resultados oficiales fueron dados por el Tribunal Electoral.

## Contenido de los tratados
Los tratados, que comprometían a que ambos países acordaran en forma amistosa y cooperativa el proveer de una buena administración, operación y mantenimiento adecuado a tal obra de ingeniería, están compuestos por:
- El Tratado Torrijos-Carter que consta de un preámbulo, catorce artículos, un anexo y un acta; y
- el Tratado Concerniente a la Neutralidad Permanente y Funcionamiento del Canal de Panamá.

### Tratado del Canal de Panamá
Las disposiciones del tratado se resumen en 4 grandes aspectos:
- Soberanía: se reconocía la soberanía de Panamá sobre la Zona del Canal, la cual quedaba sujeta a la legislación panameña pasándose a llamar Área Canalera. Sin embargo, Panamá le otorgaba a Estados Unidos los derechos necesarios para operar el Canal, que quedaría en manos panameñas el 31 de diciembre de 1999.
- Administración del Canal: estaría a cargo de una agencia del gobierno de Estados Unidos llamada Comisión del Canal de Panamá, cuya junta directiva estaría integrada por 5 estadounidenses y 4 panameños, todos nombrados por Estados Unidos.
- Defensa del Canal: Ambas naciones se comprometían a defender y proteger el canal, con Estados Unidos teniendo la responsabilidad primaria durante la vigencia del tratado.
- Beneficios económicos: Panamá recibiría de vuelta el 60% de las tierras e infraestructuras de la zona (entre ellas el ferrocarril, los puertos de Balboa y Cristóbal y el Fuerte Gulick, sede de la Escuela de las Américas) así como 10 millones de dólares por servicios públicos en las áreas devueltas y una suma de dinero proporcional de los peajes de los barcos en tránsito por el canal.[5]

### Tratado de Neutralidad del Canal de Panamá
Este tratado (que no tiene fecha de vencimiento) estipuló que el canal sería permanentemente neutral pero advirtió que si por cualquier razón los barcos de Panamá o de Estados Unidos debían pasar antes, tendrían el paso inmediato. Según Torrijos este Tratado colocaba a Panamá “bajo el paraguas del Pentágono”.

## Implementación

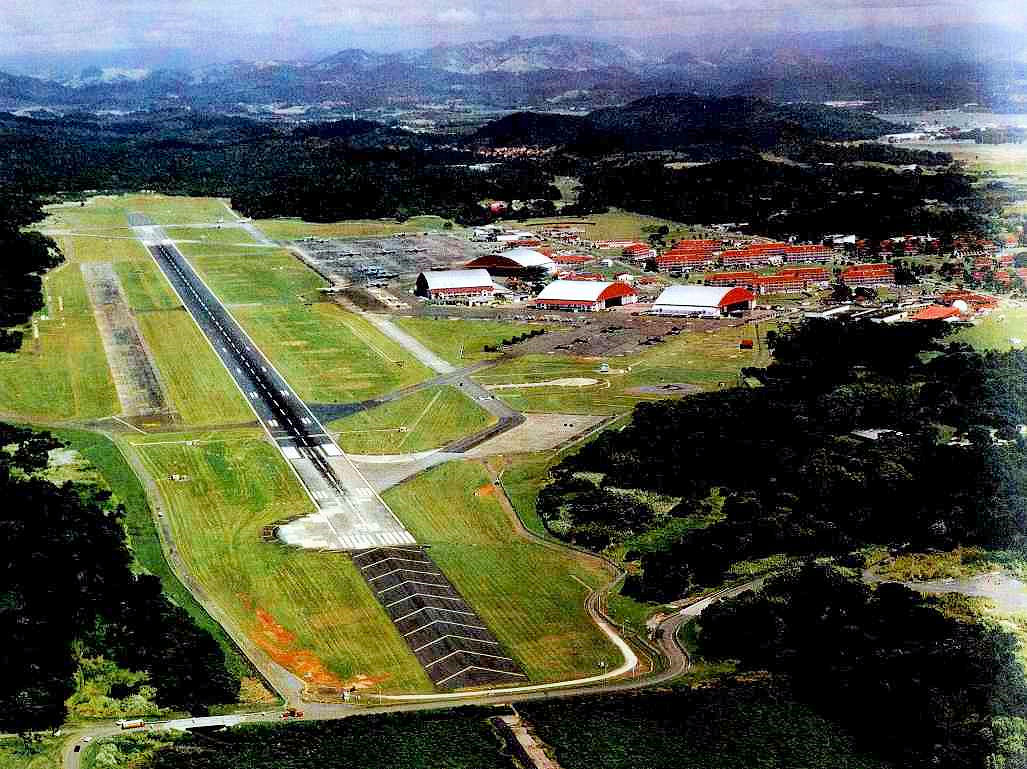
Base de la Fuerza Aérea Howard de EE. UU. en 1970. Fue entregada al gobierno panameño el 1 de noviembre de 1999.

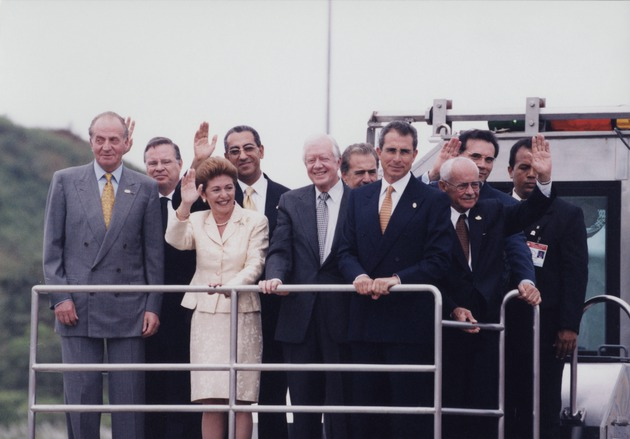
Presidenta panameña Mireya Moscoso durante la ceremonia de entrega del canal al control panameño el 14 de diciembre de 1999.

El tratado establecía un calendario para la transferencia del canal, que desembocaría en la entrega completa de todas las tierras y edificios de la zona del canal a Panamá. La consecuencia más inmediata de este tratado fue que la Zona del Canal, como entidad, dejó de existir el 1 de octubre de 1979. La fase final del tratado se completó el 31 de diciembre de 1999. En esta fecha, Estados Unidos renunció al control del Canal de Panamá y de todas las áreas de lo que había sido la Zona del Canal de Panamá.
Como resultado de los tratados, en el año 2000 se transfirieron a Panamá casi 370.000 acres (580 millas cuadradas; 1.500 km2), incluidos unos 7.000 edificios, como instalaciones militares, almacenes, escuelas y residencias privadas. En 1993, el gobierno panameño creó una agencia temporal (Autoridad de la Región Interoceánica, comúnmente conocida como ARI) para administrar y mantener las propiedades revertidas
El día en que el tratado entró en vigor, la mayor parte de los terrenos de la antigua Zona del Canal se transfirieron a Panamá. Sin embargo, el tratado reservó muchas áreas e instalaciones de la Zona del Canal para su transferencia durante los 20 años siguientes. El tratado categorizaba específicamente áreas e instalaciones por nombre como "Áreas Militares de Coordinación", "Sitios de Defensa" y "Áreas Sujetas a Acuerdo Bilateral Separado". Estas debían ser transferidas por EE. UU. a Panamá durante ciertas ventanas de tiempo o simplemente al final del período de 243 meses del tratado.
El 1 de octubre de 1979, entre las muchas parcelas de este tipo así designadas en el tratado, 34 surgieron como verdaderos enclaves (rodeados en su totalidad por tierras únicamente bajo jurisdicción panameña). En años posteriores, a medida que otras áreas fueron entregadas a Panamá, surgieron ocho enclaves verdaderos más. De estos 42 enclaves verdaderos, 14 estaban relacionados con logística militar, siete eran sitios de comunicaciones militares, cinco instalaciones de la Administración Federal de Aviación, cinco enclaves de viviendas militares, tres áreas de bases militares, dos instalaciones de investigación militar, cuatro parcelas de escuelas secundarias, una escuela primaria y un hospital. Al menos otras 13 parcelas estaban rodeadas no sólo por terrenos bajo la jurisdicción absoluta de Panamá, sino también por un "Área de Coordinación Civil" (viviendas) que estaba sujeta a elementos tanto del derecho público estadounidense como panameño en virtud del tratado.
Además, el tratado designaba numerosas áreas e instalaciones individuales como "Áreas de Operación del Canal" para operaciones conjuntas en curso entre EE. UU. y Panamá a cargo de una comisión. En la fecha de entrada en vigor del tratado, muchas de ellas, incluida la presa de Madden, pasaron a formar parte del territorio de Panamá. El 14 de diciembre de 1999 en una ceremonia pública, Jimmy Carter firmó la nota de transferencia del canal y la entregó a la presidenta panameña Mireya Moscoso. Poco después del mediodía, hora local, del 31 de diciembre de 1999, todas las parcelas de la antigua Zona del Canal de todo tipo habían pasado a estar bajo la jurisdicción exclusiva de Panamá.